# Trần Văn Minh (lục quân)
Trần Văn Minh (1923-2009) nguyên là một cựu tướng lĩnh Bộ binh của Quân lực Việt Nam Cộng hòa, cấp bậc Trung tướng. Ông xuất thân từ trường Võ bị do Chính quyền thuộc địa Pháp mở ra tại miền Bắc Việt Nam với mục đích đào tạo sĩ quan người Việt để phục vụ cho Quân đội thuộc địa Pháp và Quân đội Liên hiệp Pháp sau này. Ông là một trong số ít sĩ quan được thăng cấp tướng ở thời kỳ Đệ Nhất Cộng hòa (Thiếu tướng năm 1955). Ông cũng là một chính khách, từng giữ chức vụ đứng đầu về lĩnh vực Quốc phòng trong Nội các Chính phủ Việt Nam Cộng hòa.  Ở miền Nam Việt Nam vào thời điểm (1963-1967) khi Quân đội đứng ra chấp chính, ông từng được đảm nhiệm chức vụ đứng đầu Quân đội Việt Nam Cộng hòa.

## Tiểu sử & Binh nghiệp
Ông sinh ngày 19 tháng 8 năm 1923 tại Sài Gòn trong một gia đình khá giả theo đạo Công giáo, ông có quốc tịch Pháp và có tên Pháp là Sylvain. Thời niên thiếu, ông là học sinh Trường trung học Lycée Chasseloup Laubat, Sài Gòn. Năm 1941, ông tốt nghiệp Trung học chương trình Pháp với văn bằng Tú tài toàn phần (Part II). Cùng năm là sinh viên Trường Đại học Luật khoa Hà Nội.

## Quân đội Pháp
Giữa năm 1942 ông nhập ngũ vào Quân đội Pháp, mang số quân: 43/301923, theo học tại trường Võ bị Tông Sơn Tây. Tốt nghiệp với cấp bậc Chuẩn úy. Ra trường, ông được điều động đi phục vụ ở Trung đoàn 5 Bộ binh với chức vụ Trung đội trưởng, sau đó ông chuyển qua Trung đoàn 9 Bộ binh đóng quân tại Sa Pa, Lào Cai.
Tháng giêng năm 1945, ông được thăng cấp Thiếu úy tại nhiệm. Khi Nhật đảo chính Pháp vào tháng 3 cùng năm, ông tham gia đoàn quân của Tướng Alessandri rút lui về tỉnh Vân Nam, Trung Hoa. Năm 1946, khi Pháp tái chiếm Đông Dương, ông chuyển sang phục vụ Trung đoàn 22 Bộ binh, tham gia Lực lượng đổ bộ của Pháp chiếm lại cứ điểm Điện Biên Phủ.
Giữa năm 1948, ông được thăng cấp Trung úy và được cử giữ chức vụ Chánh Văn phòng của Quốc vụ khanh kiêm Tổng trấn Bắc Việt Nghiêm Xuân Thiện. Năm 1949 ông được cử làm Trưởng phòng Nhân viên Bộ Quốc phòng của Quân đội Quốc gia, thành phần trong Quân đội Liên hiệp Pháp.

## Quân đội Quốc gia Việt Nam
Tháng 5 năm 1950, chính thức chuyển sang phục vụ Quân đội Quốc gia, ông được thăng cấp Đại úy và được cử đi du học khóa Tham mưu cao cấp tại trường Tham mưu Paris, Pháp. Mãn khóa học trở về tiếp tục phục vụ trong Bộ Quốc phòng.
Tháng 6 năm 1952 chuyển sang phục vụ tại Bộ Tổng tham mưu Quân đội Quốc gia, đồng thời ông được thăng cấp Thiếu tá, giữ chức vụ Tham mưu trưởng Đệ nhất Quân khu thay thế Thiếu tá Dương Văn Minh được đi du học khóa 14 Tham mưu cao cấp tại Pháp. Tháng 12 cùng năm ông được thăng cấp Trung tá. Đến ngày 1 tháng 6 năm 1953, ông được thăng cấp Đại tá tại nhiệm.
Ngày 21 tháng 1 năm 1954, ông được cử giữ chức vụ Chỉ huy trưởng Bộ Tư lệnh Chiến dịch Atlante. Tháng 5 cùng năm, tham dự Hội nghị Genève. Cuối năm, bàn giao chức Tham mưu trưởng lại cho Trung tá Phạm Xuân Chiểu, ông được cử làm Tư lệnh Đệ nhất Quân khu Nam Việt thay thế Thiếu tướng Lê Văn Tỵ được bổ nhiệm chức vụ Tổng Tham mưu trưởng Quân đội Quốc gia thay thế Trung tướng Nguyễn Văn Hinh bị Quốc trưởng Bảo Đại triệu hồi về Pháp.

## Quân đội Việt Nam Cộng hòa
Tháng 4 năm 1955 ông được Thủ tướng Ngô Đình Diệm thăng cấp Thiếu tướng. Tháng 5 ông được trao tặng Bảo quốc Huân chương đệ Tứ đẳng kèm Anh dũng Bội tinh với nhành Dương liễu. Tháng 10 cùng năm ông được chỉ định làm Tổng Chỉ huy cuộc duyệt binh của Quân đội Quốc gia. Đến đầu năm 1957, ông được thăng cấp Trung tướng tại nhiệm. Đầu tháng 8 năm 1958 ông được cử đi du học lớp Tham mưu cao cấp tại Học viện Chỉ huy và Tham mưu Fort Leavenworth, Kansas, Hoa Kỳ. Tháng 12 cùng năm mãn khóa về nước, ông được cử giữ chức vụ Tổng Thư ký Bộ Quốc phòng. Tháng 6 năm 1959 ông được bổ nhiệm chức vụ Chỉ huy trưởng Trường Đại học Quân sự. Năm 1960, ông được cử làm Tổng thanh tra Bộ quốc phòng.
Ngày 1 tháng 11 năm 1963, ông tham gia cuộc đảo chính Tổng thống Diệm. Sau đó ông làm Ủy viên Kinh tế trong Hội đồng Quân nhân Cách mạng do Trung tướng Dương Văn Minh làm Chủ tịch.
Tháng 10 năm 1964 ông được cử giữ chức vụ Tham mưu trưởng Liên quân thay thế Thiếu tướng Cao Văn Viên đi làm Tư lệnh Quân đoàn III & Vùng 3 Chiến thuật.
Đầu năm 1965 ông được chỉ định giữ chức vụ Tổng trưởng Quân lực (Tổng trưởng Quốc phòng) thay thế Thủ tướng Trần Văn Hương kiêm nhiệm. Trung tuần tháng 2, bàn giao chức vụ Tổng trưởng Quân lực lại cho Trung tướng Nguyễn Văn Thiệu, Đệ nhất Phó Thủ tướng kiêm nhiệm. Cuối tháng 2 ông được cử làm Tổng Tư lệnh Quân lực (Tổng Tham mưu trưởng) thay thế Đại tướng Nguyễn Khánh (tháng 5 cùng năm, chức danh Tổng Tư lệnh Quân lực đổi lại như cũ là Tổng Tham mưu trưởng). Trong giai đoạn này ông được ân thưởng Bảo quốc Huân chương đệ Nhị đẳng. Tháng 7 cùng năm, ông bàn giao chức vụ Tổng Tham mưu trưởng lại cho Thiếu tướng Nguyễn Hữu Có.
Đến năm 1967 ông được cử đi làm Đại sứ Việt Nam Cộng hòa tại Cộng hòa Tunisia và sau đó tại Cộng hòa Tchad. Tháng 3 năm 1974 mãn nhiệm kỳ về nước, ông được giải ngũ với lý do đã phục vụ quân đội trên 20 năm.

## 1975
Ngày 30 tháng 4 ông cùng gia đình di tản khỏi Việt Nam. Sau đó, ông được đi định cư tại Thành phố Nice, miền Nam nước Pháp.
Ngày 28 tháng 5 năm 2009 ông từ trần tại nơi định cư, hưởng thọ 86 tuổi.

## Huy chương
-Đệ nhị và đệ tứ đẳng Bảo quốc Huân chương
-Anh dũng Bội tinh với nhành Dương liễu
-Lục quân Huân chương và một số Huy chương khác
-Chevalier de la Légion d'honneur (Pháp)
-Croix de Guerre TOE

## Gia đình
- Thân phụ: Cụ Trần Văn Ninh
- Thân mẫu: Cụ Nguyễn Thị Mãng
- Phu nhân: Bà Hoàng Thị Thanh

Ông bà có ba người con: 2 trai 1 gái.